# Kell (Andernach)
 Kell ist ein Stadtteil sowie einer der vier Ortsbezirke der Stadt Andernach im Landkreis Mayen-Koblenz im nördlichen Rheinland-Pfalz und war bis 1970 eine eigenständige Gemeinde.

## Geographische Lage und Verkehr
Kell liegt in der östlichen Vulkaneifel auf einer Hochfläche zwischen 260 m und 280 m, die eng begrenzt durch die tief eingeschnittenen Täler des Brohlbachs im Norden, des Pönterbachs im Osten und des Tönnissteiner Bachs im Westen, alle drei nur einige Hundert Meter entfernt.
Jeweils rund 4 km entfernt liegen südwestlich der Laacher See, südlich Eich und östlich Namedy am Rhein, die beiden Nachbarorte. Etwa 7 km östlich befindet sich das Rheinufer des Stadtzentrums, bis wohin auf der Straße 11 bis 12 km zu bewältigen sind. Kell ist damit Andernachs entfernt liegendster Ortsbezirk.
Bis zur Bundesstraße 9 im Osten bzw. Nordosten sind es auf der Straße etwa 7 km, zur Bundesautobahn 61 im Westen bzw. Südwesten je nach Anschlussstelle und Richtung etwa 9 bis 10 km.
Zum nächsten Bahnanschluss in Brohl am Rhein sind es, jeweils auf der Straße, ebenfalls etwa 7 km und zu den nächsten Bushaltestellen im Brohltal in Burgbrohl gut 3 km, zum Anrufsammeltaxi etwas weniger.

## Geschichte
Erste Besiedlungsnachweise datieren ins 5. bis 3. Jahrhundert v. Chr. Während der Römerzeit begann der Abbau von Tuffstein im Brohltal. Die in der Region entspringenden Quellen (St.-Antonius(stein)-Quelle oder Tönissteinquelle, als Tillerborn und Helpert im Volksmund bekannt) wurden bereits während der römischen Besiedlungsepoche als Quellen mit heilender Wirkung besonders geschätzt und gelten als die ältesten Römerquellen Deutschlands (mehr als 2050 Jahre alt, belegt durch Münzfunde aus Cäsars und Konstantins I. Zeiten 48 v. Chr. bis 408 n. Chr. in der 1862 wiederentdeckten römischen Quellfassung).
Eine Besiedlung zur Frankenzeit während des Frühmittelalters wird durch ein 1993 südlich von Kell entdecktes fränkisches Gräberfeld bezeugt.
Im Jahre 1105 wurde Kell unter dem Namen „Chella“ erstmals urkundlich erwähnt, als das St. Stephansstift zu Mainz mit dem Kloster Ravengiersburg Güter tauschte. 1147 bestätigte Papst Eugenius III. dem Kloster Laach den Besitz eines „Hofes zu Kell“. 1330 erfolgte der Bau einer Kirche, eine zweite erfolgte 1744–1745, dem hl. Lubentius geweiht. Politisch gehörte Kell mit den umliegenden Siedlungen ohne den Geishügel (zu Essen) zum kurkölnischen Amt Andernach und wurde oft als Lehen vergeben. Das ursprüngliche Dorf soll nach alten mündlichen Überlieferungen im Flurbereich Pleitsdorf gelegen und auch so geheißen haben. Möglicherweise fiel fast der gesamte Ort einer ansteckenden Krankheit wie einer Pestwelle von mehreren Jahren Dauer zum Opfer. Die wenigen überlebenden Gesunden seien in nördliche Richtung an die Burg Kell in den Ortsbereich des heutigen Kell gezogen, das neue Dorf nahm den Namen der Burg an. Die Burg lag westlich der Kirche, gesichert durch den Flurnamen „Burgfrieden“. Dem Geschlecht von Kell gehörten Heinrich von Kell (Keller Wappen; Schöffe in Andernach 1212), Emmerich von Kell (1321 Schöffe) und Ruprecht von Kell (1488) an. Wassermangel oder die Zerstörung Pleitsdorfs durch die Schweden 1632 während des Dreißigjährigen Krieges sollen die Ursache für den Umzug nach Norden gewesen sein. 1670 stand Kell unter der Lehensherrschaft der Waldbott von Bassenheim.
Zur Zeit der Französischen Revolution hatte Kell knapp 80 Häuser und um 350 Einwohner. Neben Ackerland, Wald und Wiesen besaß der Ort etwa vier Hektar Weinberge. 1798 fiel Kell an den unter der französischen Regierung neu gebildeten Kanton Andernach, der zum Arrondissement de Coblence im Département de Rhin-et-Moselle gehörte.
Aufgrund der auf dem Wiener Kongress geschlossenen Verträge kam das Rheinland und damit auch Kell 1815 an das Königreich Preußen. Kell wurde mit den Wohnplätzen Pünter Mühle, Pünter Hof, Krayer Mühle, Geishügelhof, Tönissteiner Mühle, Tönissteiner Kloster, Tönissteiner Brunnen und der Hütte Kalkofen eine Gemeinde, die zur Bürgermeisterei Burgbrohl im Kreis Mayen im Regierungsbezirk Coblenz gehörte. Kell hatte 392 Einwohner.
Im Rahmen der Mitte der 1960er Jahre begonnenen rheinland-pfälzischen Kommunalreform ging das Brohltal und die neugebildete Verbandsgemeinde Brohltal an den Landkreis Ahrweiler, Kell kam nach fast einstimmigem Votum des Gemeinderats am 7. November 1970 als Stadtteil und Ortsbezirk zu Andernach.

## Bad Tönisstein und Kloster Sankt Antoniusstein

### Gründungslegende
Im Jahre 1389 fand nach einer Überlieferung ein Hirte aus Kell im heutigen Tönissteiner Tal eine Pietà (Gnadenbild) mit dem Hl. Antonius in einem brennenden Dornbusch. Nach anderer Beschreibung leuchtete ein seltsames Licht in besagtem Busch, dem sich dann der mutige Hirte näherte. Nachdem das Bild dreimal in die Kirche von Kell gebracht und daraus wieder zum Fundort hin „verschwand“, wurde eine der Gottesmutter, dem Heiligen Antonius und dem Heiligen Wendelin geweihte Kapelle an diesem heiligen Ort errichtet und am 17. Januar 1390, am Feste des Hl. Antonius, eingeweiht.

### Geschichtliche Hintergründe
Das Bild gab Tal und späterem Kloster seinen Namen Sankt Antoniusstein, das mundartlich zu Tönisstein (von Tönnes = Anton(ius)) verschliffen wurde. Einsetzende Wallfahrten führten wegen des riesigen Andrangs zum Bau des Karmeliterklosters Sankt Antoniusstein („zu sente Antoniussteyn“) von 1465 bis 1495. Das wurde durch reiche Zuwendungen durch den Adel erst ermöglicht, darunter Schenkung des Adeligen Rollmann von Geisbüsch seiner in der Keller Gemarkung liegenden „Güter, Renten und Pächten dem Kirchlein unserer schmerzhaften Mutter zu Tönisstein“ von 1463. Die Urkunde dieser Schenkung befindet sich heute im Landeshauptarchiv Koblenz. Der Propst von St. Georg zu Köln und päpstlicher Kommissar, Johann Becke, genehmigte am 29. April 1465 die Errichtung eines Klosters, die von Johann II. als Diözesanoberer am 20. Juni 1465 unter Wahrung der Rechte der Keller Pfarrkirche bestätigt wurde, so dass am 31. Juli 1465 die Klostergründung durch Johannes, „Magister generalis“ des Karmeliterordens, vollzogen wurde. Die Karmeliter verwandten das Wasser ebenfalls zu Heilzwecken, die Quelle Helpert im Pöntertal wurden 1501 erstmals als „Heylborn“ (Heilbrunnen) in den Andernacher Annalen urkundlich erwähnt und 1565 von Dr. Johann Winter aus Andernach empfohlen. Seit 1620 hieß auch der entstehende Kurort wie das Kloster „Tönisstein“.

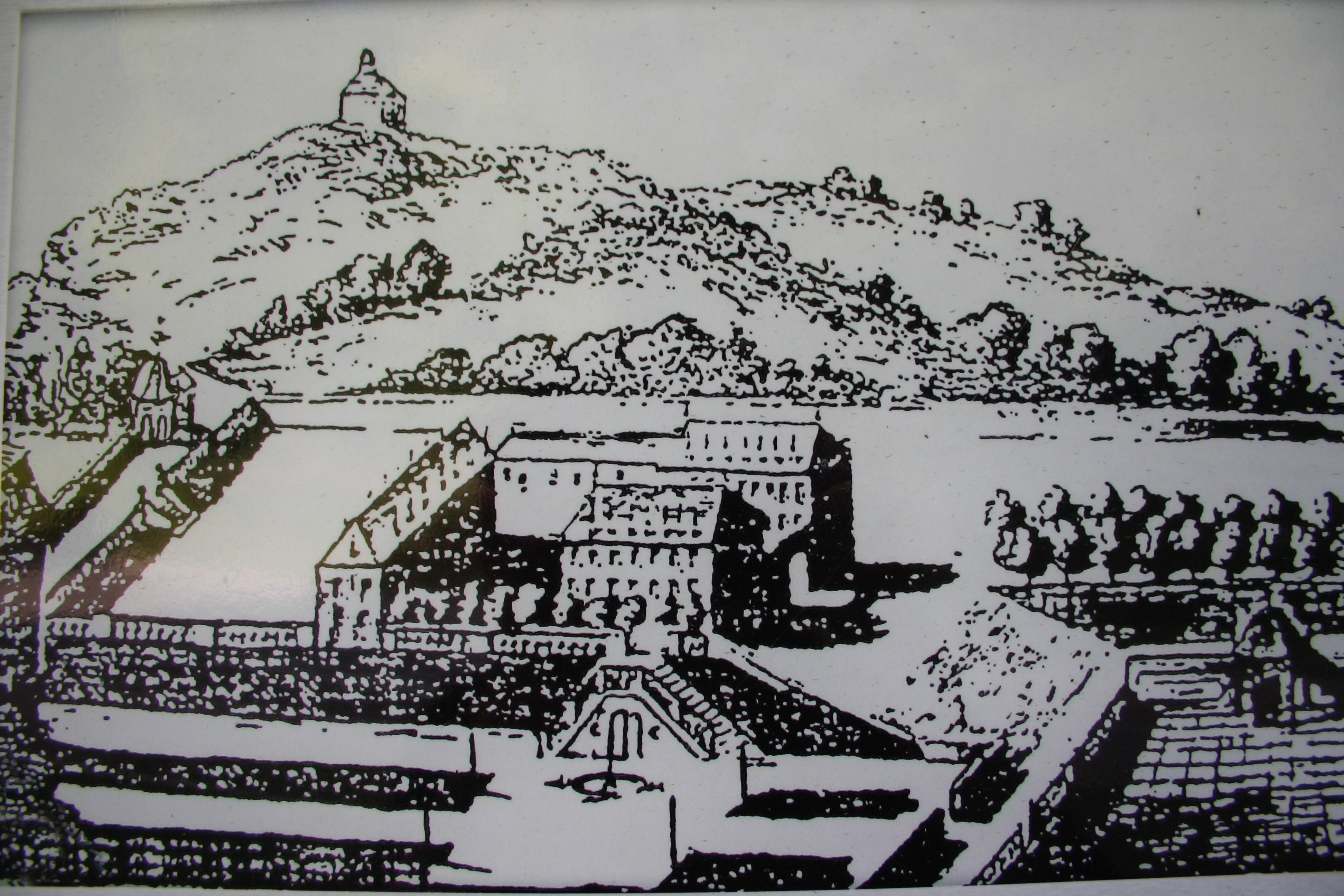
Kurkölnisches Schloss

Während der Blütezeit des Klosters im 17. und 18. Jahrhundert wurde Tönisstein von den Kölner Kurfürsten zu ihrem bevorzugten Bade- und Kurort ausersehen. Erster war Ernst von Bayern (1554–1612), seit 1583 Kurfürst zu Köln, der den Ort auserkor. Ein Schloss wurde 1666 von Kurfürst Maximilian Heinrich  von Bayern (1650–1688) errichtet und die Badeanlagen erweitert. Erzbischof Clemens August I. ließ 1759 eine Rundkapelle mit Laterne, acht Bogenfenstern und Dachgauben, dazu ein Seitentrakt mit Walmdach in einem seltenen Rokokostil (Architekt: Henri Roth) und ein siebenseitiges Brunnenhaus im Stile eines Pavillons errichten. Aufgrund der napoléonischen Säkularisierung wurde das Kloster am 5. Februar 1802 aufgelöst und verfiel in späterer Zeit zur Ruine, Gnadenbild und Teile des Klostermobiliars kamen in die Keller Pfarrkirche St. Lubentius.
Der nördlich vom Kloster Sankt Antoniusstein und später Bad Tönisstein genannte Ort ist heute noch durch seine Fachklinik bekannt. Das Mineralwasser kommt auch heute noch als „Tönissteiner (Sprudel)“ von Brohl-Lützing aus den Weg in den Handel.

## Wappen
Die ehemalige Gemeinde Kell führte ein Wappen:
| Wappen von Kell | Blasonierung: „Gespalten, vorne in Silber ein durchgehendes schwarzes Balkenkreuz, hinten von rautenförmig damasziertem Rot und Gold geteilt, unten drei grüne Kleeblätter, 2:1 gestellt.“ |
| Wappen von Kell | Wappenbegründung: Das schwarze Balkenkreuz weist auf die langjährige ehemalige Zugehörigkeit Kells zu Kurköln hin, die von damasziertem Rot und Gold geteilte heraldisch linke Wappenhälfte entspricht dem Siegel und Wappen des Hermann von Kell(e) aus der Adelsfamilie derer von Kell, Schöffe in Andernach, von 1315. |

## Politik

### Ortsbeirat
Der Ortsbezirk Kell wird durch einen Ortsbeirat und einen Ortsvorsteher vertreten. Dem Ortsbeirat gehören neun Ratsmitglieder und der Ortsvorsteher als Vorsitzender an. Bei der Kommunalwahl am 9. Juni 2024 wurden die Beiratsmitglieder in einer personalisierten Verhältniswahl gewählt. Die Sitzverteilung im gewählten Ortsbeirat:
| Wahl | SPD | CDU | FWG * | WGK ** | Gesamt  |
| ---- | --- | --- | ----- | ------ | ------- |
| 2024 | –   | 6   | –     | 3      | 9 Sitze |
| 2019 | 5   | 4   | –     | –      | 9 Sitze |
| 2014 | 5   | 4   | –     | –      | 9 Sitze |
| 2009 | 4   | 4   | 1     | –      | 9 Sitze |

### Ortsvorsteher
Helmut König (CDU) wurde am 8. Juli 2024 Ortsvorsteher von Kell. Bei der Direktwahl am 9. Juni 2024 hatte er sich mit einem Stimmenanteil von 63,1 % gegen die Amtsinhaberin durchgesetzt.
Königs Vorgängerin Petra Koch (SPD) hatte 2014 Reinhard Hauter (CDU) in diesem Amt abgelöst und war bei der Direktwahl am 26. Mai 2019 mit 50,35 % knapp bestätigt worden. Bis 2009 leitete Agathe Mäurer (SPD) lange Jahre das Geschehen in Kell.

## Kultur und Sehenswürdigkeiten

### Sehenswürdigkeiten

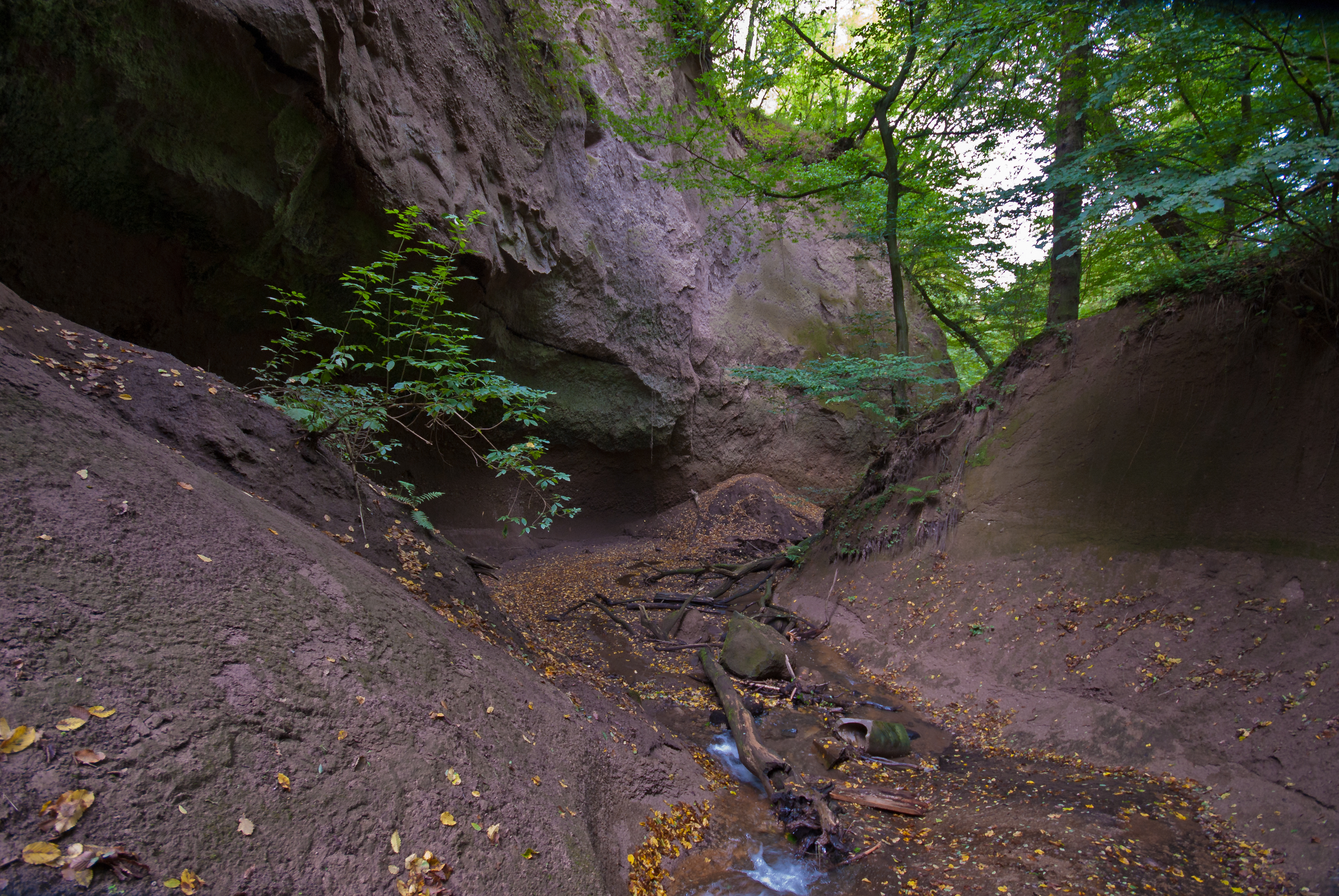
Die Wolfsschlucht

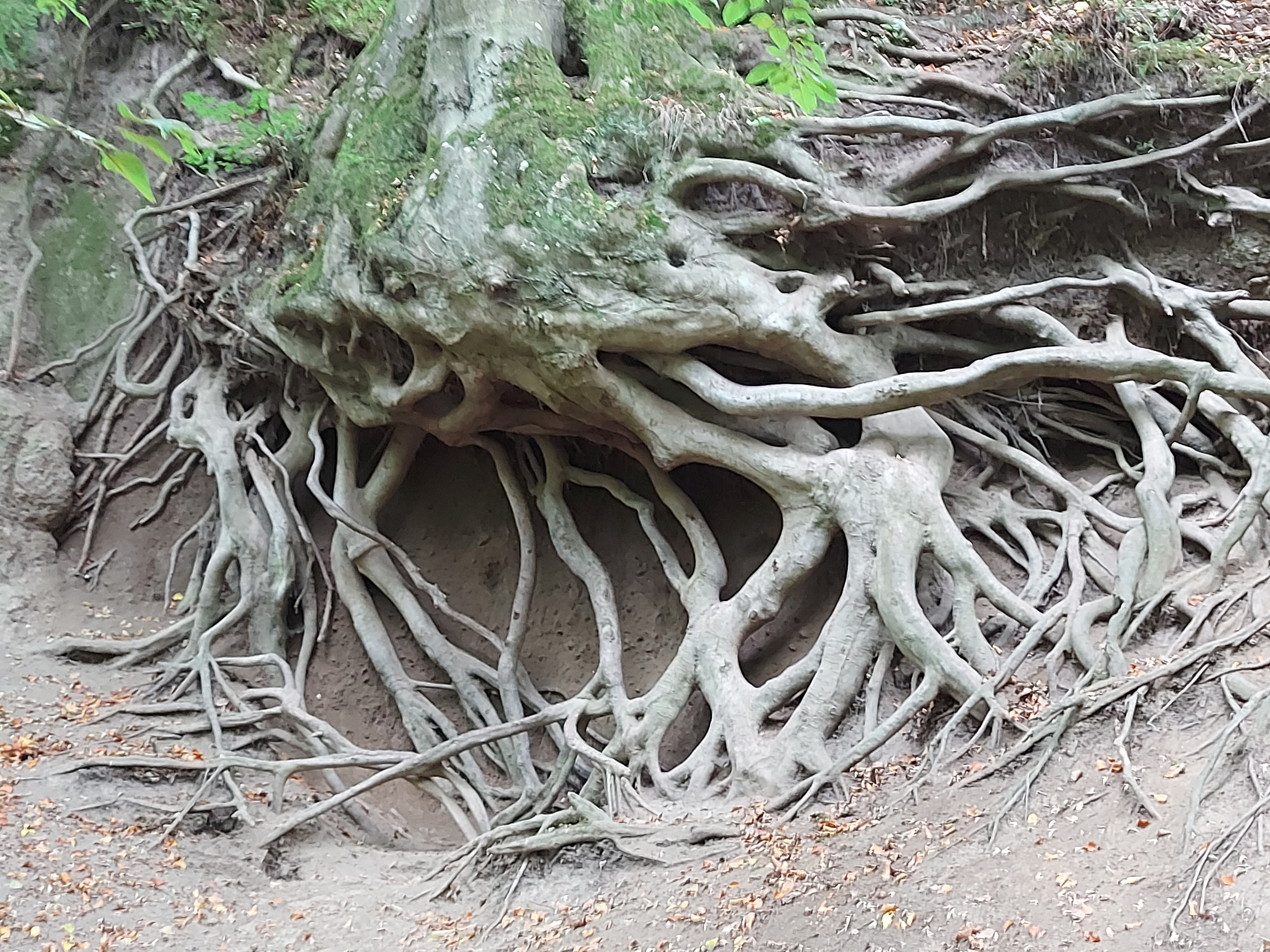
Ausgewaschene Buchenwurzel am Traumpfad

Im Ortskern steht die katholische Wallfahrts- und Pfarrkirche St. Lubentius, in der sich die Pietà aus dem ehemaligen Kloster Sankt Antoniusstein befindet. Die St. Lubentius-Kirche ist Ziel vieler Wallfahrten wie einst das Kloster. Der neugotische Neubau der Kirche erfolgte in den Jahren 1902–1905 in Form einer Quererweiterung unter Beibehaltung des Turmes und des alten Chores der früheren Kirche von 1745. Der Turm wurde erhöht, mit rundbogigen Schallöffnungen ausgestattet und mit dem achtseitigen barocken Helm versehen.
Der Haltepunkt Bad Tönisstein an der Brohltalbahn Brohl BE – Engeln (– Kempenich) wird in den Sommermonaten regelmäßig vom Vulkanexpress, einer Museumsschmalspurbahn, angefahren.
Weiter sind die Wolfsschlucht im Tönistal zwischen Bad Tönisstein und Wassenach sowie die Ruine des Karmeliterklosters Sankt Antoniusstein (volksmundlich Tönisstein) lohnende Ausflugsziele (siehe auch: Klosterruine Tönisstein). In der Wolfsschlucht gräbt sich der Tönissteiner Bach durch eine Trassschicht, die während des letzten Ausbruches des Laacher See-Vulkans 10.930 v. Chr. abgelagert wurde.
Im Juni 2010 wurde der Traumpfad „Höhlen- und Schluchtensteig“ rund um Kell geöffnet. Startpunkte sind das Bürgerhaus Kell oder der Berghof. Der Weg führt durch das Pöntertal übers Brohltal Richtung Wassenach wieder zurück nach Kell und hat eine Länge von 12,1 km.

### Vereine
Derzeit pflegen 18 Vereine das Zusammenleben in der Dorfgemeinschaft von Kell, darunter eine Schützenbruderschaft, Jung- und Altgesellenverein, Freiwillige Feuerwehr, Mofa-Club Kell 2001 e. V. im ADAC, AWO-Ortsgruppe.